# Brian Jagde
Brian Jagde est un ténor américain, né à New York en 1980, invité depuis quelques années sur de nombreuses scènes lyriques, spécialisé dans les rôles spinto du répertoire italien.  

## Biographie

### Jeunesse
Brian Jagde naît à Long Island dans l'État de New York et grandit dans la proche banlieue de New York, son lieu de résidence actuel. Il étudie le chant au Purchase College-Conservatory of Music où il obtient un baccalauréat et une maîtrise en chant. Brian Jagde suit tout d'abord une formation de baryton, et reste dans cette tessiture pendant dix ans sans avoir d'engagements à l'opéra puis vient à la tessiture de ténor en 2008, sous la direction du professeur de chant Michael Paul, comme il l'explique dans cet entretien réalisé en mai 2012 à l'occasion de ses débuts en Cavaradossi à l'Opéra de San Francisco, où il déclare « I was a baritone for 10 years before switching to tenor.  I had my four year anniversary as a tenor this past October » « Cavaradossi is and has been a dream role for me since I switched to tenor four years ago ». Il rejoint en 2010 le programme Adler Fellowship du San Francisco Opera puis le Merola Opera Programm . C'est dans le cadre de sa formation, qu'il aborde de nombreux petits rôles secondaires sur la scène du San Francisco Opera comme celui de Joe, l'un des chercheurs d'or, dans la Fanciulla del West en 2010, le messager dans Aida, Janek dans l'Affaire Makropoulos ou Vitellozzo dans Lucrezia Borgia. Il se voit confier également des rôles plus importants comme celui Pinkerton dans Madama Butterfly, Christian dans Cyrano de Bergerac et Don José dans Carmen, notamment en 2011 dans le cadre du  « Carmen for Families - une version abrégée de 2 heures en anglais présentée sur la scène du War Memorial Opera House avec d'autres membres du programme de bourses Adler. ».  
En 2012, il remporte le deuxième prix du concours Operalia Plácido Domingo, ainsi que le prix Birgit Nilsson pour le répertoire Wagner-Strauss. Il remporte aussi le premier prix au concours Loren L. Zachary en 2014. Dans un entretien accordé en 2016 à la revue Classical Voice, qui précise « Since winning the Operalia competition’s Birgit Nilsson Prize in 2012 and second prize at the age of 32 », Brian Jagde parle de ses rôles et de sa prudence dans le déroulement de sa carrière. 

### Carrière
Peu à peu il est engagé sur plusieurs scènes américaines, outre l'Opéra de San Francisco, l'Opéra de Santa Fe, l'Opéra lyrique de Chicago et sa carrière internationale commence alors.  
ll fait ses débuts au Metropolitan Opera en Elemer dans Arabella en 2014 mais c'est en 2021 qu'il y est vraiment remarqué en Cavaradossi aux côtés de la Tosca de Sondra Radvanovsky. Le New York Times intitule sa revue « Sondra Radvanovsky and Brian Jagde sing thrillingly, and Yannick Nézet-Séguin conducts a superb performance of Puccini’s classic ». Au cours de l'année 2022 il se produit également au Metropolitan Opera en Pinkerton dans Madame Butterfly  puis en Radamès dans Aida. En 2017, il participe dans le rôle de Froh au Rheingold que dirige Alan Gilbert pour la fin de son mandat à la direction du New York’s Philharmonic orchestra. 
Brian Jagde est également engagé par les grandes scènes européennes et fait ses débuts à Covent Garden dans le rôle de Pinkerton dans Madame Butterfly en 2015 où le Guardian qualifie ainsi sa prestation « New to the Royal Opera, his resplendent singing, with a real ring to the top of his voice, gave his anti-romantic lead personality ». Il y retourne en 2017 pour Maurizio dans Adriana Lecouvreur, puis en 2018 en Don José dans le Carmen mis en scène par Barrie Kosky and Mario Cavaradossi (Tosca). 
En 2018 c'est au Deutsche Oper de Berlin qu'il fait ses débuts dans la nouvelle production de l’œuvre de Korngold, Das Wunder der Heliane, mis en scène par Christoph Loy et enregistré pour la sortie d'un DVD (2019 chez Naxos). 
Ses débuts à l'Opéra de Paris n'ont lieu qu'en 2019, pour une série de représentations de la Forza del destino où il incarne Alvaro aux côtés de la Leonora d'Anja Harteros, la critique de Forum Opéra note à son propos « Un nom à retenir assurément ». Il y retourne en 2022 pour l'un de ses rôles fétiches, le Mario Cavaradossi de Tosca.
En 2021 il reprend le rôle de Maurizio dans Adriana Lecouvreur, cette fois au Staatsoper de Vienne aux côtés d'Ermonela Jaho et d'Elina Garanca avant d'y chanter, début 2022,  Des Grieux dans le Manon Lescaut mis en scène par Robert Carsen à l'occasion de la reprise de l'oeuvre au Staatsoper de Vienne, aux côtés d'Asmik Grigorian dans le rôle-titre. 
En octobre 2022, c'est le rôle de Samson qu'il aborde au Teatro San Carlo aux côtés de la Dalila d'Anita Rachvelishvili dans Samson et Dalila
Au cours de sa carrière il a également abordé des rôles comme le Prince dans Rusalka (Houston Grand opera), Ismaele dans Nabucco (Palais des Arts Reine Sofia) , Rodolfo dans la Bohème (Castleton Festival en 2011),  Narraboth dans Salomé (Opéra de Santa Fé en 2015), Bacchus dans Ariadne auf Naxos (Palm Beach Opera en 2015), ou d'Enzo dans La Gioconda (Grand théâtre du Liceu de Barcelone).  
Il participe à deux concerts enregistrés qui donnent lieu à la sortie de CD, celui de Cavalleria Rusticana en 2020 et celui d'Il Tabarro en 2021 avec l'orchestre de la Philharmonie de Dresde sous la direction de Marek Janowski
Il fait ses débuts  aux Arènes de Vérone en 2018, en Don José dans Carmen, rôle qu'il reprend en 2022. 
Et c'est au Royal Opera House à nouveau, qu'il fait ses débuts dans le rôle-titre de Don Carlo aux côtés de l'Elisabetta de Lise Davidsen en juillet 2023. 
Il chante à nouveau Alvaro dans la Forza del destino, pour l'ouverture de la Saison 2025 de la Scala de Milan, remplaçant Jonas Kaufmann initialement invité mais qui renonce à sa participation pour des raisons familiales, aux côtés d'Anna Netrebko et de Ludovic Tézier, sous la direction de Riccardo Chailly. Comme traditionnellement la représentation du 7 décembre 2024, est retransmise en direct par la RAI puis en différé d'un jour par Arte. 